# 뉴클레오타이드 회수 경로
뉴클레오타이드 회수 경로(영어: nucleotide salvage pathway)는 뉴클레오타이드 생성물이 분해 경로에서 중간생성물로부터 생성되는 대사 경로이다. 보통 회수 경로(영어: salvage pathway)라고 하면 뉴클레오타이드(퓨린 뉴클레오타이드 및 피리미딘 뉴클레오타이드)가 분해 경로의 중간생성물로부터 합성되는 뉴클레오타이드 회수 경로를 지칭한다.
뉴클레오타이드 회수 경로는 DNA와 RNA의 분해 중에 형성되는 핵염기와 뉴클레오사이드를 복구하는 데 사용된다. 일부 조직은 신생합성을 수행할 수 없기 때문에 일부 기관에서 이는 중요하다. 회수된 산물은 다시 뉴클레오타이드로 전환될 수 있다. 뉴클레오타이드 회수 경로는 약물 개발의 표적이며, 한 부류는 항엽산으로 불린다.
메티오닌 및 니코틴산과 같은 생물학적으로 중요한 여러 물질들은 분자의 일부를 재활용하는 자체적인 회수 경로를 가지고 있다.

## 같이 보기
- 뉴클레오타이드